# Sarpsfossen

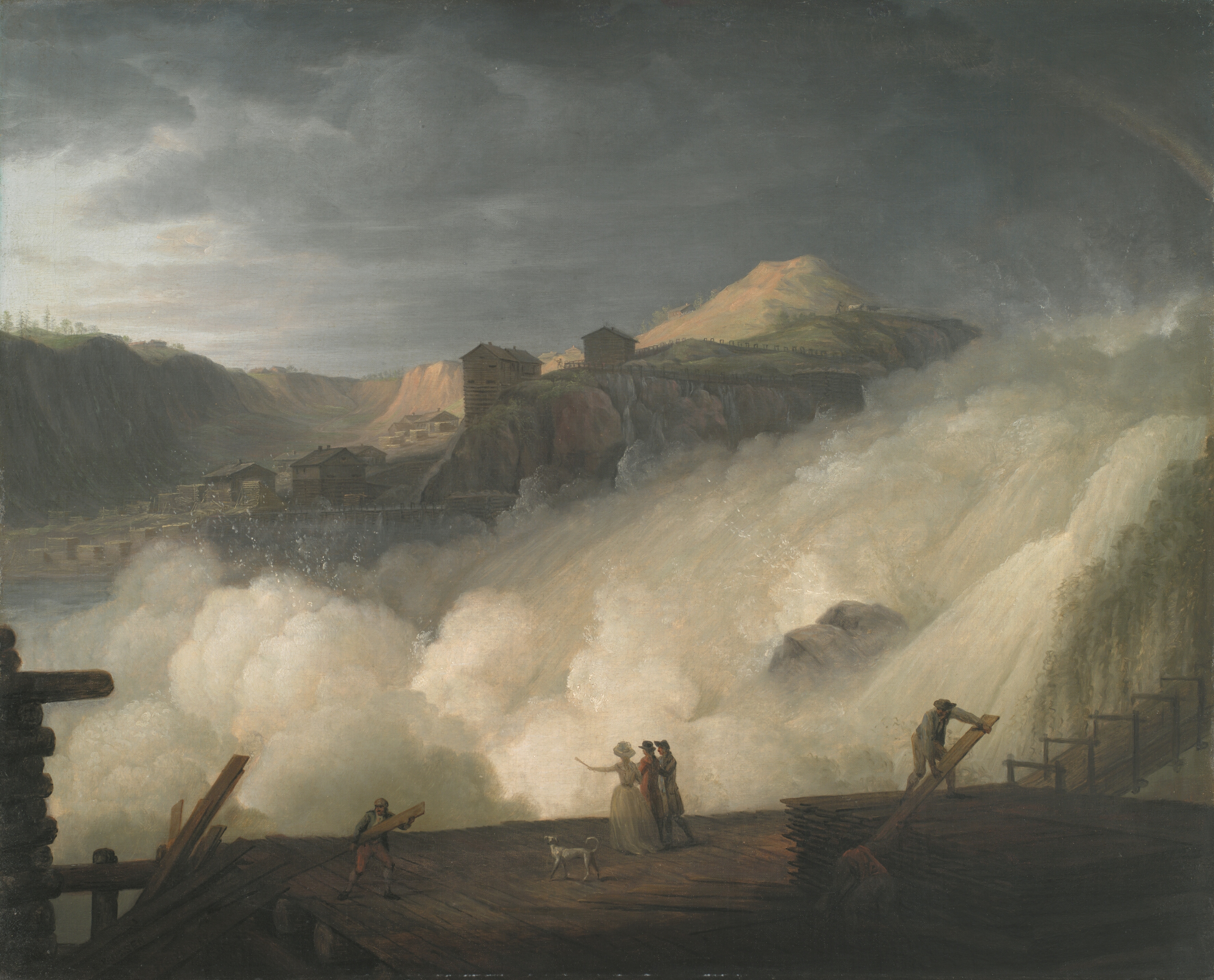
Sarpsfossen (1789, noch ohne Brücke), Gemälde von Erik Pauelsen

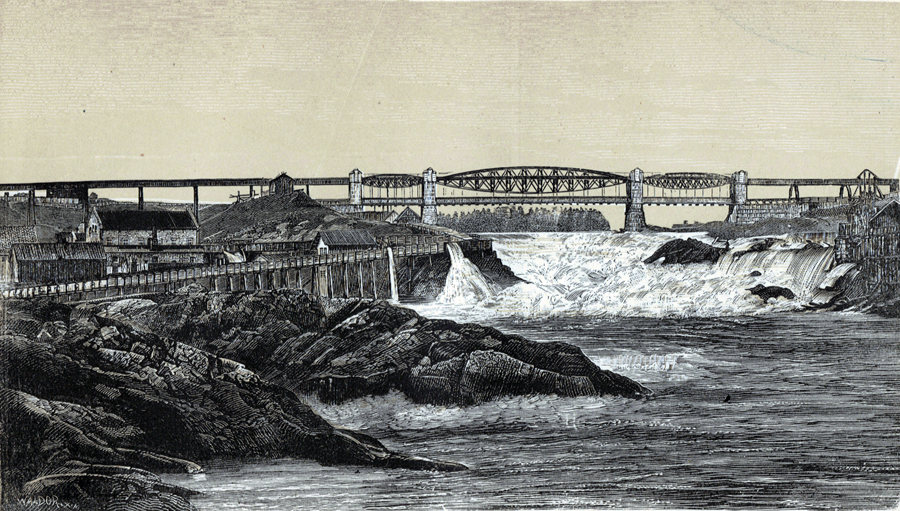
Wasserfall Sarpsfossen 1885

Sarpsfossen (auch Sarpefossen) ist ein Wasserfall in Sarpsborg, einer Stadt im Südosten von Norwegen.
Mit einer durchschnittlichen Wassermenge von 577 m³/s ist der Sarpsfossen der wasserreichste Wasserfall in Europa. Im Vergleich dazu hat der Rheinfall bei Schaffhausen bei gleicher Fallhöhe eine durchschnittliche Wassermenge von 373 Kubikmetern pro Sekunde. Am Sarpsfossen wird der Großteil des Wassers am Wasserfall vorbei durch die Turbinen der dort ansässigen Wasserkraftanlage geleitet..
Sarpsfossen ist seit fast 1.000 Jahren das Wahrzeichen der Stadt Sarpsborg. Nach ihm erhielt die Stadt ihren Namen und er spielte für ihre Entwicklung, vor allem als Energiequelle, eine bedeutende Rolle.

## Geschichte

### Die Anfänge
In alten Zeiten war hier die Gebirgsschwelle 190 Meter niedriger als heute. Erst mit dem Anstieg der Gebirgsschwelle entstanden vor etwa 4000 Jahren an der Stelle, wo sich eine Endmoräne befand, die ersten Stromschnellen. Die Höhe des Wasserfalls stieg seither auf heute etwa 23 Meter.

### Mittelalter
Als der norwegische König Olav Haraldsson (auch Olav der Heilige) im Jahr 1016 mit seinen Schiffen auf dem Fluss Glomma in Richtung Meer segelte, konnte er den mächtigen Wasserfall nicht passieren. Er gründete an dieser Stelle eine neue Hauptstadt mit dem Namen Borg. Dieser Name wurde später durch Sarpsborg ersetzt. Schon im 14. Jahrhundert wurde mit dem Bau einer Getreidemühle der Wasserfall als Energiequelle genutzt. Ende des 16. Jahrhunderts entstanden auf beiden Seiten des Wasserfalls Sägemühlen. Unmittelbar am Wasserfall liegt das Gut Hafslund Hovedgård, das einer der wenigen gut erhaltenen norwegischen Gutshöfe aus dem 17. und 18. Jahrhundert ist. Zu der Hofanlage gehört ein großer Englischer Garten, in dem sich 3000 Jahre alte Felszeichnungen und Grabhügel aus der Zeit Christi befinden.

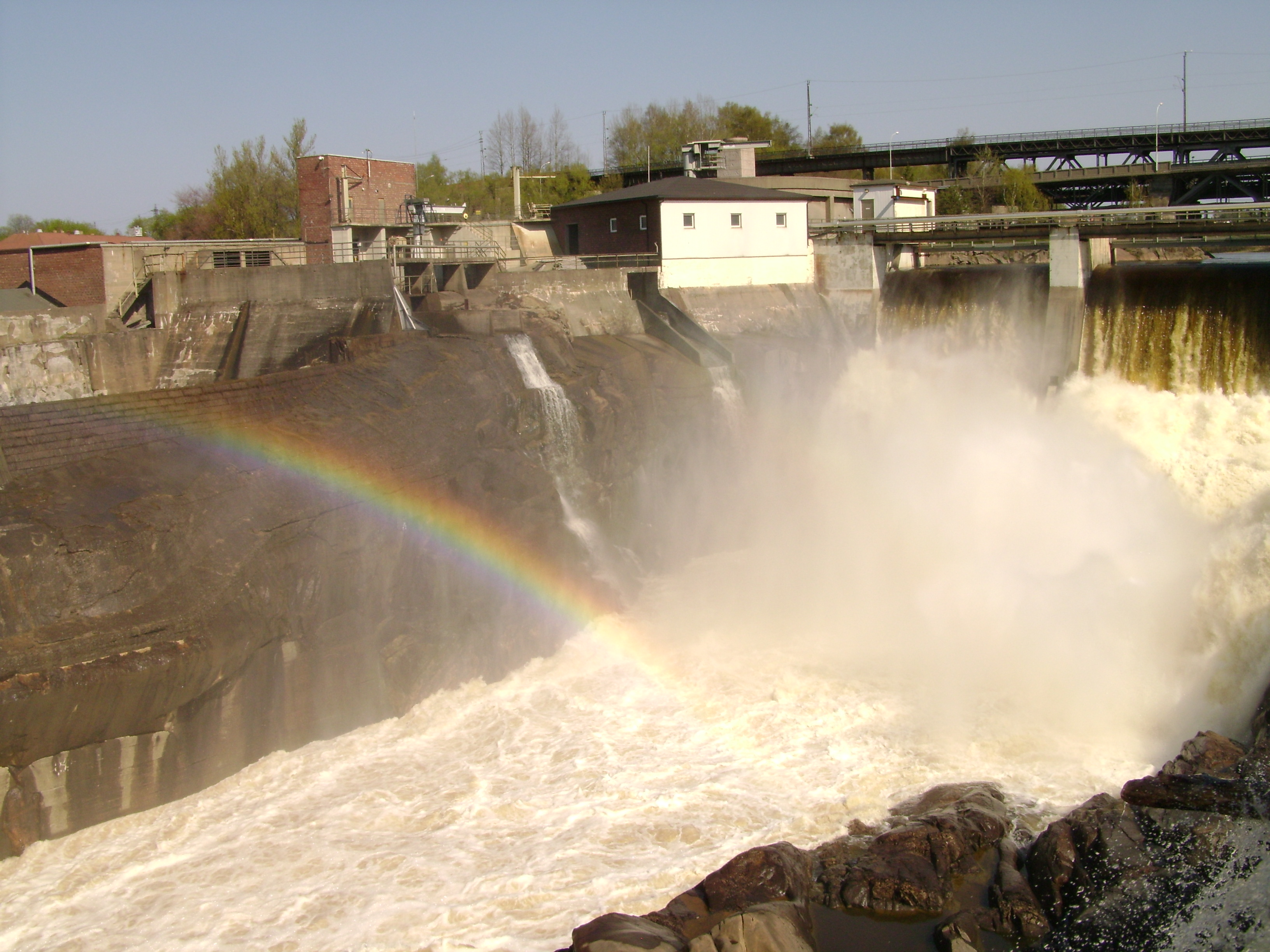
Wasserfall Sarpsfossen 2009

### Gegenwart
Über dem Sarpsfossen befindet sich eine 1854 erbaute Brücke, die damals als ein Riesenbauwerk über dem norwegischen Niagara bezeichnet wurde. Bereits 1898 wurde die Aktiengesellschaft Hafslund gegründet, die die Erzeugung und Weiterleitung von Energie für die entstehende Industrie zum Ziel hatte. Mit der Installation der Papier- und Zelluloseindustrie im Werk Borregaard entstand eine der größten Industrieanlagen Norwegens, die heute zum Orkla-Konzern gehört. Hier gibt es auch drei Wasserkraftwerke mit einer Gesamtkapazität von 142 Megawatt, wie das Borregaard-Kraftwerk, das Hafslund-Kraftwerk und das Sarp-Kraftwerk.